# Doncières
Doncières es una comuna francesa situada en el departamento de Vosgos, en la región de Gran Este.

## Historia
El pueblo de Dom Cieres (de San Ciriaco, patrón de la comuna) ya es mencionado en un documento del año 880.
Formaba parte de la châtellenie de Rambervilles, más tarde ducado de Lorena. En 1790 pasó al distrito de Rambervilles, cantón de Nossoncourt.
Doncières fue diezmada por la peste en 1610 y parcialmente destruida al comienzo de la Primera Guerra Mundial, en 1914.
Fue condecorada el 21 de octubre de 1920 con la Cruz de Guerra 1914-1918.

## Geografía
Doncières es una pequeña comuna rural situada a 6 kilómetros al norte de Rambervilles.
El relieve no está muy marcado. Solo unos pocos montículos superan ligeramente la altitud de 300 metros.
- La Grande-Pucelle: (315 metros) 48º 23’ 40” N, 6º 37’ 02” E,

(311 metros) 48º 23’ 50” N, 6º 36’ 56” E
- Le Haroué (307 metros), con marcador geodésico 48º 23’ 21.4571” N, 6º 37’ 54.8989” E
- Le Haut-des-Montaux (308 metros) 48º 22’ 43” N, 6º 37’ 52” E;
- La Grande-Coinche (314 metros) 48º 22’ 30” N, 6º 38’ 44” E;
- La Chouette (301 metros) 48º 24’ 06” N, 6º 38’ 44” E.

La comuna está atravesada, hacia el norte, por el río Belvitte, sobre el que están construidos tres puentes:
- El primero se encuentra en Grande-Rue (carretera regional 46), a la salida del pueblo; 48º 23’ 42” N, 6º 38’ 18” E.

- El segundo está ubicado entre el  molino de Goro y la carretera departamental 9 en dirección de Xaffévillers, en las afueras de la comuna: 48º 24’ 08” N, 6º 37’ 32” E;

- El tercero es el Pont de la Prairie.

## Demografía
| 115 | 113 | 118 | 121 | 124 | 123 | 148 |
| Para los censos de 1962 a 1999 la población legal corresponde a la población sin duplicidades (Fuente: INSEE [Consultar]) |     |     |     |     |     |     |